# Жук, Софья Андреевна
Софья Андреевна Жук (род. 1 декабря 1999, Москва) — российская теннисистка; победительница шести турниров ITF в одиночном разряде; бывшая четвёртая ракетка мира в юниорском рейтинге; победительница одного юниорского турнира Большого шлема в одиночном разряде (Уимблдон-2015).

## Общая информация
Начала играть в теннис в пять лет. Любимое покрытие — трава.

## Спортивная карьера
Начало карьеры
Жук прошла обучение в Академии Жюстин Энен в Бельгии, ее тренером был Оливье Жёномм. На турнире ITF $60,000 в Турции Софья обыграла местную теннисистку Ипек Сойлу в финале.
Когда она выиграла свой первый турнир ITF в Шымкенте, она стала только семнадцатой 14-летней теннисисткой в истории ITF, кому удалось выиграть Открытый турнир в этом возрасте. Она встала на одну ступень с такими именитыми теннисистками, как бывшие первые ракетки мира Жюстин Энен и Динара Сафина.
В 2015 году 15-летняя Жук соревновалась на юниорском Уимблдоне, где она выиграла титул среди юниорок обыграв в финале Анну Блинкову в двух сетах, 7-5, 6-4. Жук не проиграла ни одного сета за весь Уимблдонский турнир. Жук стала только второй россиянинкой, выигравшей титул юниорского Уимблдона после финала 2002 года, когда Вера Душевина победила соотечественницу Марию Шарапову.
Она дебютировала в WTA туре на турнире в Майами (США) в 2016 году, получив от организаторов Wild Card. Однако в первом же раунде Софья уступила Чжан Шуай.
2018
Жук вышла во второй раунд квалификации на Открытый чемпионат Австралии, проиграв Магдалене Френх из Польши. Дальше она отправилась на турнир в Ньюпорт-Бич в Калифорнии на свой первый турнир серии WTA 125 (Челленджер). Она впервые в жизни вышла в свой первый финал челленджера на этом же турнире, где после первого выигранного сета, она проиграла два последующих и уступила американке Даниэль Коллинз, которая была на шесть лет старше ее.
Коллинз снова противостояла Жук, когда они играли на турнире в Индиан-Уэллсе, после того, как оба победили сеянных игроков. Жук записала свою первую победу в WTA туре, когда она победила Ализе Корне в первом раунде, а затем обыграла 18-ю сеяную Магдалену Рыбарикову во втором раунде. Предпоследний гейм Жук в этом матче занял более 20 минут, где было 12 раз ровно и 30 розыгрышей за гейм. Рыбарикова отыграла 11 мачболов во время игры, прежде чем, наконец, Жук выиграла только со второго брейк-пойнта.
В европейских турнирах Большого Шлема она проиграла в первом отборочном раунде Открытого чемпионата Франции Валентини Грамматикопулу, а в финальном отборочном раунде Уимблдона — Виталии Дьяченко.
В июне 2019 года Жук пробилась через квалификацию и участвовала в Открытом чемпионате Франции по теннису (Roland Garros), где проиграла в первом же раунде немке Лауре Зигемунд со счётом 6-3, 6-3 и выбыла из турнирной сетки.
Объявила о завершении карьеры в 2020 году из-за травм и пресыщения теннисом.

## Рейтинг на конец года
| Год  | Одиночный рейтинг | Парный рейтинг |
| 2016 | 297               |                |
| 2014 | 913               |                |

## Выступления на турнирах

### Финалы турнировITFв одиночном разряде (9)

#### Победы (6)
| Легенда:                 |
| ------------------------ |
| 100.000 USD (0)          |
| 80.000 (75.000*) USD (0) |
| 60.000 (50.000*) USD (2) |
| 25.000 USD (1)           |
| 15.000 (10.000*) USD (3) |

* призовой фонд до 2017 года
| Титулы по покрытиям | Титулы по месту проведения матчей турнира |
| ------------------- | ----------------------------------------- |
| Хард (2)            | Зал (0)                                   |
| Грунт (4)           | Зал (0)                                   |
| Трава (0)           | Открытый воздух (6)                       |
| Ковёр (0)           | Открытый воздух (6)                       |

| №  | Дата            | Турнир               | Покрытие | Соперница в финале | Счёт           |
| 1. | 11 октября 2014 | Шымкент, Казахстан   | Грунт    | Маргарита Лазарева | 6-2 6-4        |
| 2. | 14 февраля 2016 | Шарм-эш-Шейх, Египет | Хард     | Юлия Терзийская    | 6-2 6-1        |
| 3. | 27 августа 2016 | Кали, Колумбия       | Грунт    | Армони Тан         | 6-2 6-4        |
| 4. | 30 октября 2016 | Тампико, Мексика     | Хард     | Варвара Флинк      | 6-4 6-3        |
| 5. | 21 мая 2017     | Нейплс, США          | Грунт    | Тейлор Таунсенд    | 6-4 7-6(3)     |
| 6. | 22 июля 2017    | Бурса, Турция        | Грунт    | Ипек Сойлу         | 4-6 6-3 7-6(5) |

#### Поражения (3)
| №  | Дата           | Турнир               | Покрытие | Соперница в финале | Счёт        |
| 1. | 7 февраля 2016 | Шарм-эш-Шейх, Египет | Хард     | Юлия Вахачик       | 6-4 4-6 3-6 |
| 2. | 3 апреля 2016  | Шарм-эш-Шейх, Египет | Хард     | Мариам Болквадзе   | 3-6 5-7     |
| 3. | 16 апреля 2017 | Ирапуато, Мексика    | Хард     | Дениз Хазанюк      | Без игры    |

## История выступлений на турнирах
В 2018 году во втором круге квалификационного турнира Открытого чемпионата Австралии проиграла польской теннисистке Магдалене Фрех — 3:6, 6:4, 2:6.